# George Bovet
George Bovet (ur. 27 listopada 1874 w Neuchâtel, zm. 20 maja 1946 w Lozannie) – szwajcarski polityk, kanclerz federalny w latach 1934–1943.

## Życiorys
Urodził się 27 listopada 1874 w Neuchâtel
Był członkiem Radykalno-Demokratycznej Partii Szwajcarii i reprezentował kanton Neuchâtel. Sprawował urząd kanclerza federalnego Szwajcarii od 1934, kiedy to zastąpił na stanowisku Roberta Käslina do 31 grudnia 1943. Jego następcą został Oskar Leimgruber.
Zmarł 20 maja 1946 w Lozannie.